# Макарово (Горномарийский район)
Макарово (горномар. Ӓрхипсола) — деревня в Горномарийском районе Марий Эл Российской Федерации. Входит в состав Виловатовского сельского поселения.
Численность населения — 63 чел. (2010 год).

## География
Располагается в 6 км от административного центра сельского поселения — села Виловатово, в 1 км от автодороги Р173.

## История
Впервые упоминается в 1859 году под названием «Юльял Кожважи (Макаров)».

## Население
| 2002 | 2010 |
| ---- | ---- |
| 61   | ↗63  |